# Renata Putzlacher-Buchtová
Renata Putzlacher-Buchtová (* 15. červen 1966, Karviná) je česká básnířka, překladatelka a publicistka polského původu. Překládá z/do češtiny, slovenštiny a polštiny, kromě toho také píše texty písní, scénáře a divadelní hry.

## Život a vzdělání
Narodila se v Karviné jako dcera Čechoslováka a Polky. Její dědeček byl z polského území dnešní Ukrajiny. Dospívání prožila v Českém Těšíně. Od roku 1997 žije v Brně.
Vystudovala žurnalistiku a teatrologii na Jagellonské univerzitě v Krakově, na Filozofické fakultě Masarykovy univerzity absolvovala v roce 2009 doktorský studijní program (Ph.D.) v oboru polská literatura. Jako odborná asistentka Ústavu slavistiky Filozofické fakulty MU přednáší dějiny polské literatury a věnuje se literárnímu překladu, vyučuje současnou polskou literaturu a teorii a praxi uměleckého překladu.

## Umělecká činnost
Od podzimu 1989 až do roku 2001 působila jako dramaturgyně na polské scéně Těšínského divadla.
V roce 1996 založila literární kavárnu Avion. Propaguje českou literaturu v Polsku a podílí se na různých česko-polských kulturních projektech (např. Těšínské niebo-Cieszyńskie nebe).

## Ocenění
- 1994 – Stříbrná spona – cena generálního konzula RP za překlady
- 1994 – cena předsedy poroty v literární soutěži Georga Trakla
- 1996 – Cena Marka Jodłowského
- 1996 – Vyznamenání za zásluhy v polské kultuře
- 2001 – Stříbrný kříž za zásluhy udělený polským prezidentem
- 2002 – vyznamenání v rámci literární Ceny Kościelských
- 2010 – Medaile Gloria Artis za zásluhy v polské kultuře udělena polským ministrem kultury
- 2012 – cena měsíčníku Literatura na Świecie za překlad Očitého svědka Jiřího Koláře
- 2013 – Prestižní polské ocenění za překlady udílené měsíčníkem Literatura na Świecie
- 2014 – cena Stříbrný kalamář za knihu V kavárně Avion, která není
- 2014 – nominace na evropskou cenu Angelus za knihu V kavárně Avion, která není[4][5]

## Dílo

### Poezie

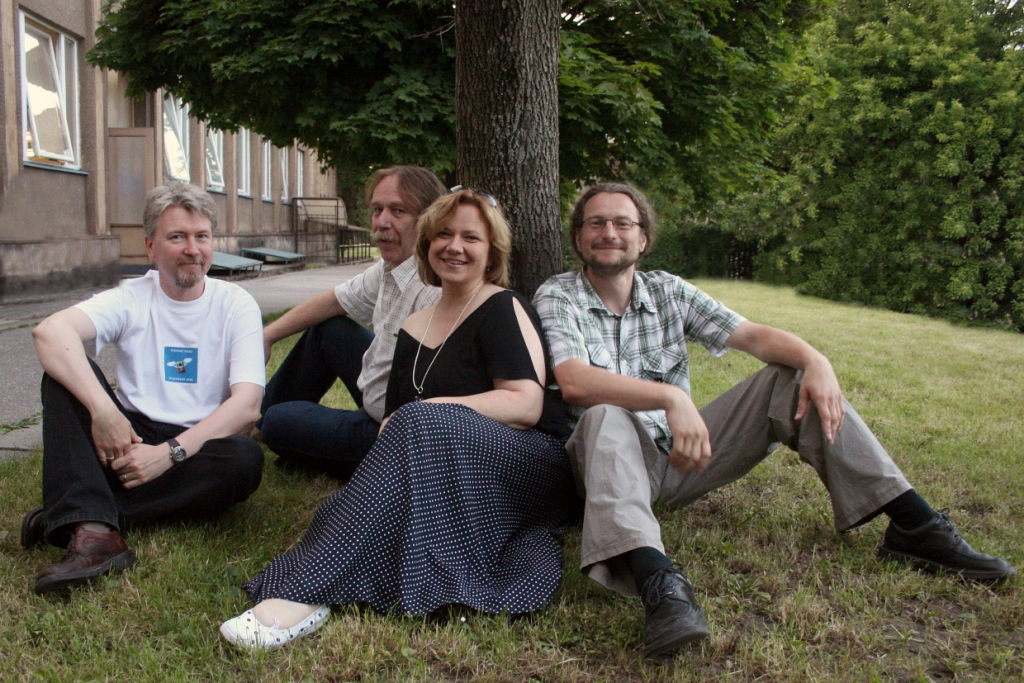
Zleva Radovan Lipus, Jaromír Nohavica, Renata Putzlacher a Tomáš Kočko.

- Próba identyfikacji (Pokus o identifikaci). Ostrava: Profil, 1990. 91 s. ISBN 80-7034-014-2. (polsky)
- Kompleks Ewy (Evin komplex). Kraków: Miniatura, 1992. (polsky)
- Oczekiwanie (Očekávání), Třinec: ZLPC-GL'63, 1992
- Ziemia albo-albo (Země buď-anebo). Český Těšín: Olza, 1993
- Małgorzata poszukuje Mistrza (Markétka hledá Mistra), Český Těšín: Rada Poláků v ČR, 1996. 159 s.
- Pomiędzy: wiersze z lat 1995-2000 (Mezi). Katowice: Biblioteka Śląska, 2001. ISBN 83-87849-08-1.
- Mezi řádky: básně z let 1995-2001. Překlad Vlasta Dvořáčková. Brno: Host, 2003. 75 s. ISBN 80-7294-084-8.
- Angelus. Překlad Radovan Lipus. Český Těšín: Avion, 2006. ISBN 80-903424-3-4.
- W kawiarni Avion, której nie ma (česky V kavárně Avion, která není. Český Těšín: Spolek-Towarzystwo Avion, 2016 (1. vyd. 2013). 191 s. ISBN 978-80-903424-6-0.)[5][6]

### Překlady
- Miłość po czesku (Láska po česku). Kraków: Miniatura, 1995. ISBN 83-7081-102-7
- Jaromír Nohavica. Píseň - Pieśni (překlady vybraných písní, Český Těšín 1994, 1995)
- Bílé propasti. Antologie současné polské poezie (překlady 44 básní současných polských básníků, Brno 1997).
- Antologie současné polské poezie (překlad básní Joanny Müllerové - spolu s Michaelem Alexou, Praha 2011)
- Český Krakov, české Malopolsko (překlad knihy Leszka Mazana - spolu s Agnieszkou Buchtovou, Cieszyn 2012)
- Naoczny świadek (Očitý svědek) (překlad knihy Jiřího Koláře, Krakov 2012)

### Divadelní a hudební produkce
- Pravěk a jiné časy (překlad románu Olgy Tokarczukové do češtiny; režie Ondrej Spišák, Těšínské divadlo, česká premiéra, 1999)
- Těšínské niebo (scénář a překlad písní Jaromíra Nohavici; režie Radovan Lipus, Těšínské divadlo, česká a polská premiéra, 2004)
- Słodkie rodzynki, gorzkie migdały (Sladké rozinky, hořké mandle) (scénář hry podle života a díla Agnieszky Osiecké, Těšínské divadlo, světová premiéra, 2010; polská premiéra v Činoherním divadle Jerzyho Szaniawského v Płocku, 2011)
- Denní dům, noční dům (divadelní adaptace románu Olgy Tokarczukové, režie Radovan Lipus, Slovácké divadlo, česká premiéra, Uherské Hradiště, 2011)
- Brána poutníků - Porta peregrinorum (světová premiéra oratoria, hudba: Jiří Pavlica, libreto: Renata Putzlacher, provedení: Europera; Žitava 2011)